# 布拉霍维欣斯凯 (扎波罗热州)
47°51′38″N 35°33′23″E / 47.86056°N 35.55639°E
布拉霍維欣斯凱（烏克蘭語：Благовіщенське）是位於烏克蘭東南部的村莊，由扎波羅熱州扎波羅熱区的米哈伊洛-盧卡舍韋市鎮負責管轄。該村始建於1922年，面積0.43平方公里，2001年人口74，人口密度每平方公里173.3人。